# Massif de Brenta
Pour les articles homonymes, voir Brenta.
Le massif de Brenta est un massif  des Préalpes orientales méridionales en Italie (Trentin-Haut-Adige). La cima Brenta (3 150 m) est le point culminant du massif.

## Toponymie
Il tient son nom de sa cime la plus élevée, la cima Brenta. En revanche, le fleuve Brenta prend sa source en dehors du massif, légèrement plus au sud-est.

## Géographie

### Situation
Le massif est orienté nord-sud sur environ 40 km pour 12 km de large et est entouré du massif de l'Ortles au nord, du massif de Non et des Alpes de Fiemme à l'est, des montagnes autour du lac de Garde au sud et du massif d'Adamello-Presanella à l'ouest.
Il est bordé par le Noce au nord (Val di Sole) et à l'est et l'Adige au sud-est et fait partie du territoire du parc naturel Adamello Brenta.

### Sommets principaux
- Cima Brenta, 3 150 m
- Cima Tosa, 3 136 m
- Crozzon di Brenta, 3 118 m
- Cima d'Ambiez, 3 102 m
- Cima Mandron, 3 033 m
- Torre di Brenta, 3 014 m
- Cima d'Agola, 2 964 m
- Cima Brenta Alta, 2 960 m
- Pietra Grande, 2 937 m
- Cima Sella, 2 917 m
- Cima del Falkner, 2 914 m
- Cima del Groste, 2 901 m

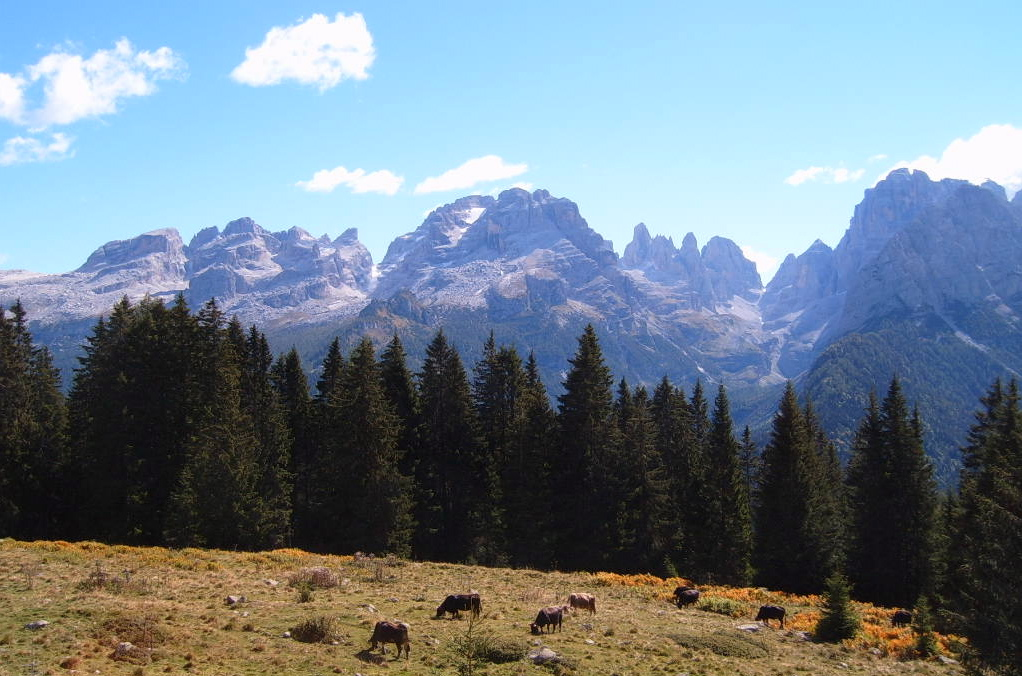
Vue sur le massif de Brenta.

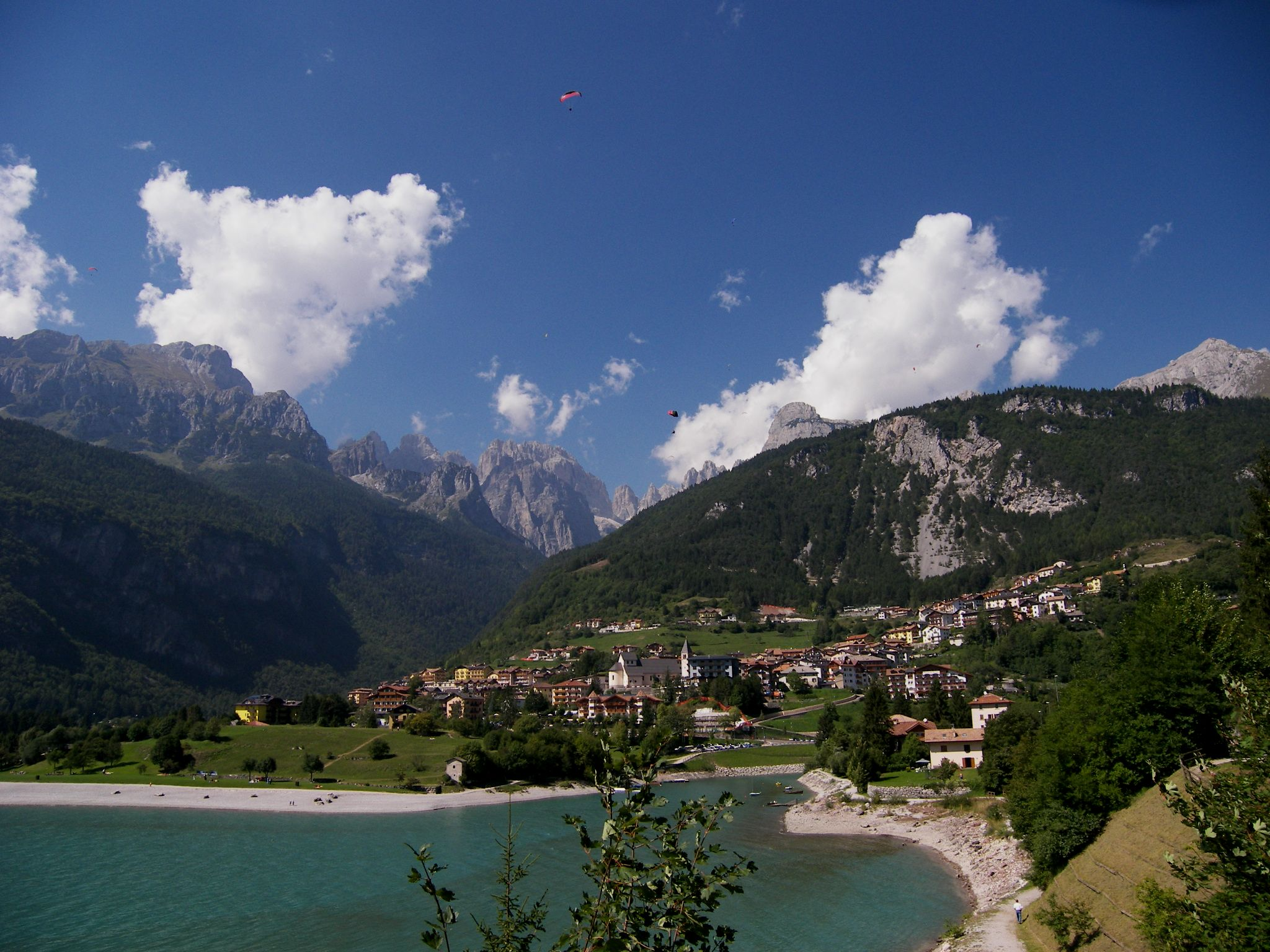
Le lac de Molveno au cœur du massif de Brenta.

- Campanile Basso (Guglia di Brenta) 2 883 m

### Climat
| Mois                                  | jan.       | fév.       | mars       | avril      | mai        | juin      | jui.      | août      | sep.      | oct.       | nov.       | déc.       | année      |
| ------------------------------------- | ---------- | ---------- | ---------- | ---------- | ---------- | --------- | --------- | --------- | --------- | ---------- | ---------- | ---------- | ---------- |
| Température minimale moyenne (°C)     | −5,9       | −6,5       | −4,6       | −1,7       | 2,3        | 6,1       | 8,3       | 8,6       | 4,9       | 1,7        | −2,3       | −5,2       | 0,48       |
| Température moyenne (°C)              | −4,1       | −4,6       | −2,3       | 0,6        | 5,2        | 9,5       | 11,5      | 11,5      | 7,4       | 3,7        | −0,6       | −3,5       | 2,86       |
| Température maximale moyenne (°C)     | −2,3       | −2,7       | 0          | 2,9        | 8,1        | 12,8      | 14,8      | 14,5      | 10        | 5,7        | 1,1        | −1,6       | 5,28       |
| Record de froid (°C) date du record   | −23,6 1968 | −23,3 1956 | −24,3 1971 | −14,8 1956 | −11,4 1957 | −8 1971   | −2,7 1970 | −1,9 1972 | −6,4 1952 | −10,6 1997 | −15,8 1973 | −19,1 1973 | −24,3 1971 |
| Record de chaleur (°C) date du record | 12,4 2013  | 12,4 1960  | 11,1 1990  | 13,4 2007  | 19 2001    | 23,6 2019 | 25 1983   | 23,4 1958 | 21 1975   | 15,8 1999  | 13,4 2015  | 14 1955    | 25 1983    |
| Ensoleillement (h)                    | 146,1      | 144,9      | 170,9      | 140,1      | 162,5      | 189,6     | 211,6     | 204,3     | 145,1     | 138,9      | 111,5      | 131,4      | 1 896,9    |
| Précipitations (mm)                   | 16,8       | 21,8       | 26,5       | 35,7       | 62,3       | 62,6      | 75        | 81,5      | 66        | 70,1       | 62,5       | 25,8       | 606,5      |
| Nombre de jours avec précipitations   | 2,8        | 4,3        | 4,6        | 6          | 8,2        | 7,4       | 8,4       | 7,5       | 6,9       | 7,4        | 7,2        | 4,6        | 75,3       |
| Humidité relative (%)                 | 61         | 67         | 70         | 78         | 78         | 76        | 73        | 75        | 73        | 71         | 64         | 60         | 71         |
| Nombre de jours d'orage               | 0          | 0          | 0          | 0          | 0,5        | 0,3       | 0,4       | 0,4       | 0,3       | 0,1        | 0,1        | 0          | 2,3        |

| Diagramme climatique                                  |              |           |             |            |             |           |             |         |            |             |              |
| J                                                     | F            | M         | A           | M          | J           | J         | A           | S       | O          | N           | D            |
| −2,3−5,916,8                                          | −2,7−6,521,8 | 0−4,626,5 | 2,9−1,735,7 | 8,12,362,3 | 12,86,162,6 | 14,88,375 | 14,58,681,5 | 104,966 | 5,71,770,1 | 1,1−2,362,5 | −1,6−5,225,8 |
| Moyennes : • Temp. maxi et mini °C • Précipitation mm |              |           |             |            |             |           |             |         |            |             |              |

## Géologie
Le massif de Brenta est composé principalement de dolomie. On parle d'ailleurs fréquemment des Dolomites de Brenta. Mais, situé à l'ouest de l'Adige, il ne fait géographiquement pas partie de cet ensemble.
La roche est malgré tout connue pour la couleur caractéristique rose qu'elle prend à l'aube et au crépuscule et pour les formes de donjons qu'elle a acquises au cours de l'érosion.

## Activités

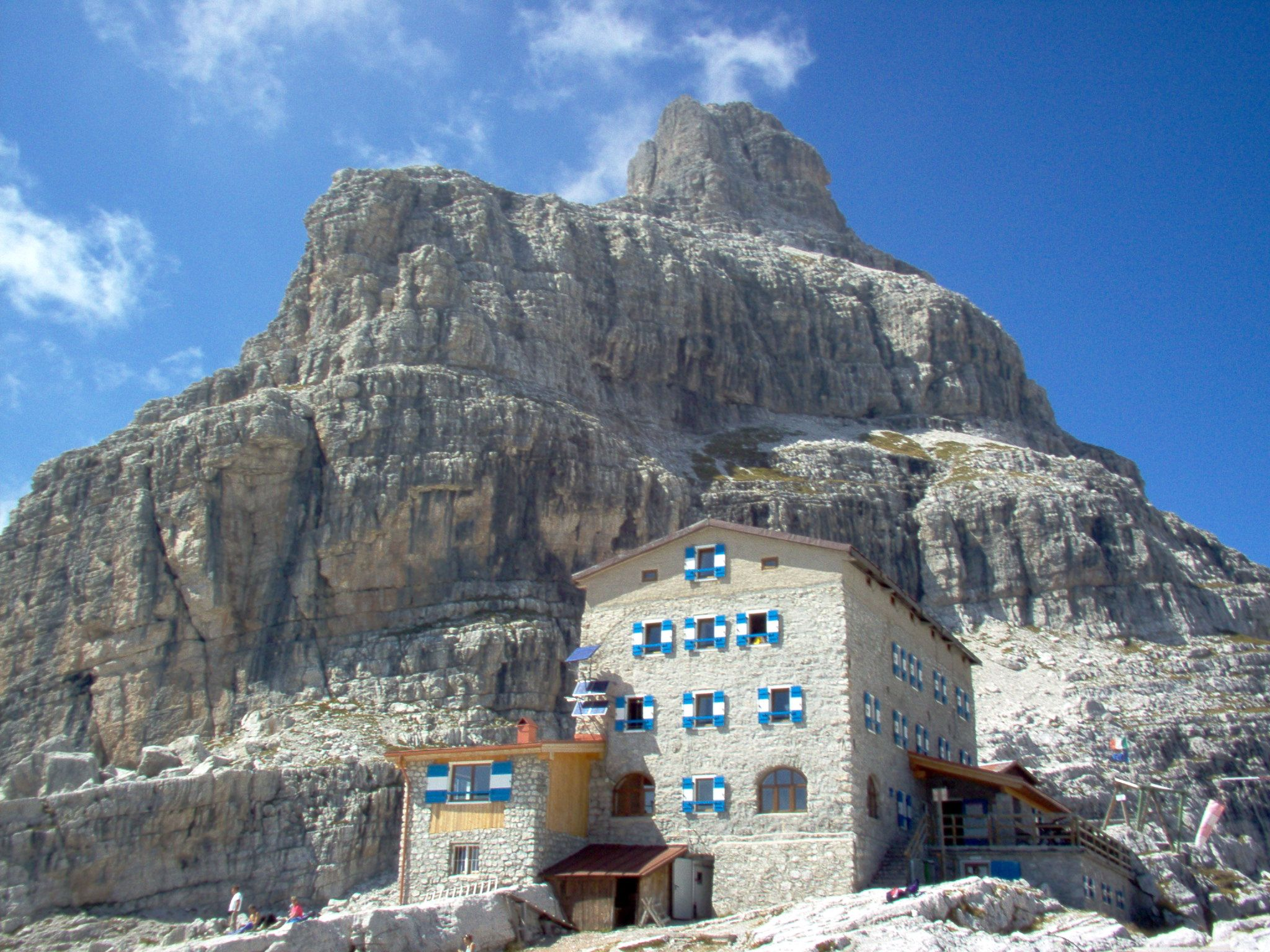
Le refuge Pedrotti.

### Stations de sports d'hiver
- Andalo
- Fai della Paganella
- Madonna di Campiglio
- Molveno
- Pinzolo

### Alpinisme

#### Histoire
- 1864 - Traversée de la Bocca di Brenta par John Ball, géologue anglais
- 1865 - Cima Tosa par un groupe de six alpinistes conduit par Giuseppe Loss di Primiero, le 20 juillet
- 1871 - Cima Brenta par Francis Fox Tuckett et Douglas William Freshfield avec Henri Devouassoud[2]
- 1884 - Crozzon di Brenta par Karl Schulz et Matteo Nicolussi
- 1899 - Campanile Basso par Otto Ampferer et Karl Berger, le 18 août
- 1933 - Face nord-est de la Cima Tosa par Bruno Detassis et Ettore Castiglioni
- 1934 - Face nord-ouest de la Brenta Alta par Bruno Detassis avec Ulisse Batistata et Enrico Giordani. Cette face représentait à l'époque le problème le plus important du massif
- 1935 - Voie des Guides en face nord-ouest du Crozzon di Brenta par Bruno Detassis et Enrico Giordani
- 1936 - Face sud-ouest du sommet nord-ouest du Croz dell'Altissimo par Bruno Detassis et Enrico Giordani
- 1937 - Pilier est de la Cima Tosa par Bruno Detassis et Giorgio Graffer
- 1965 - Pilier nord-est du Crozzon di Brenta par Jean Fréhel et Dominique Leprince-Ringuet

### Randonnée, escalade et via ferrata
Les falaises en dentelles des cimes se prêtent bien à la pratique de l'escalade et de la via ferrata. Un grand nombre de voies sont équipées.
Par ailleurs, de nombreux refuges répartis sur le massif permettent de pratiquer la randonnée en itinérance.

### Environnement
Le massif est couvert par une partie du parc naturel d'Adamello-Brenta.
Une des attractions principales a été, jusqu'en 1964, la coloration rouge du lac de Tovel, due à une algue qui a proliféré dans les eaux réchauffées pendant l'été, à cause des phosphores et de l'azote rejetés par les vaches qui paissaient aux alentours.
Une espèce fameuse y est présente, l'omble chevalier.